# Ś
Ś — додаткова літера латинського алфавіту. Утворена з S і знаку гострого наголосу. Використовується у кількох мовах, зокрема в польській, чорногорській та інших.

## Слов'янські мови

### Нижньолужицька
У нижньолужицькій мові називається літерою шєй (śej). Позначає глухий ясенно-твердопіднебінний фрикативний звук шь [ɕ]. Використовується на місці етимологічного /t/. Наприклад, 
- pśijaśel — приятель, śele — теля, pěś — пять

### Польська
У польській мові 25 літера абетки. Називається літерою ешь (eś) або ес з рискою (es z kreską). Позначає глухий ясенно-твердопіднебінний фрикативний звук шь [ɕ], зрідка, у сілезьких говорах, — дзвінкий ясенно-твердопіднебінний фрикативний звук [ʑ]. Використовується на місці етимологічного, старопольського /s/, який у пізньому середньовіччі перейшов у /ɕ/. Наприклад,
śnieg  — сніг, śpisz — спиш, śledzenie — слідження, jakoś — якось
- білоруська — сь /sʲ/ (у проєкті латинки за польським взірцем);
- українська — сь /sʲ/ (у проєкті латинки за польським взірцем)[3];

### Чорногорська
- чорногорська — шь [ɕ]; кириличний відповідник — С́.

## Індо-арійські мови

### Санскрит
У санскриті, на писемності деванаґарі, записується як श. Позначає глухий ясенно-твердопіднебінний фрикативний звук шь [ɕ]. Використовується у латинських системах транслітерації санскриту. Інколи помилково транскрибується як тверде ш /ʃ/. Наприклад,
śākya — шяк'я (шак'я), Śiva — Шіва (Шива)

### Циганська
У міжнародній латиниці для циганської мови позначає глухий заясенний фрикативний звук ш [ʃ].

## Інші
- ладинська — з [z]
- лідійська — сь /sʲ/
- емілійська — з [z]

## Кодування
| Символ                      | Ś              | Ś              | ś                | ś                |
| --------------------------- | -------------- | -------------- | ---------------- | ---------------- |
| Unicode name                | ВЕЛИКА БУКВА Ś | ВЕЛИКА БУКВА Ś | МАЛЕНЬКА БУКВА Ś | МАЛЕНЬКА БУКВА Ś |
| Encodings                   | decimal        | hex            | decimal          | hex              |
| Unicode                     | 346            | U+015A         | 347              | U+015B           |
| UTF-8                       | 197 154        | C5 9A          | 197 155          | C5 9B            |
| Числове позначення символів | &#346;         | &#x15A;        | &#347;           | &#x15B;          |